# Channapura, Sorab
Channapura là một làng thuộc tehsil Sorab, huyện Shimoga, bang Karnataka, Ấn Độ.